# 羅伯特·英格蘭
羅伯特·英格蘭（英語：Robert Englund，1947年6月6日—）是美國的一位演員、配音演員和歌手。他最著名的作品是在猛鬼街系列電影中飾演弗莱迪·克鲁格一角。